# Радилица (мотор)
Радилица или коленасто вратило је ротирајућа осовина, која (заједно са шипкама) претвара повратно кретање клипова у ротационо кретање. Радилице се обично користе у моторима са унутрашњим сагоријевањем и састоје се од низа радилица и држача радилица на које су причвршћени клипњачи .
Радилица се окреће унутар блока мотора коришћењем главних лежајева, а радилице се окрећу унутар шипки помоћу лежајева шипки. Радилице се обично праве од метала, а већина модерних радилица је израђена помоћу кованог челика.

## Историја

### Западни свијет

#### Класична антика
Римска гвоздена радилица још непознате намјене која потиче из другог века ископана је у Аугусту Раурицу, у Швајцарској . 82.5 cm дугачак комад је причвршћено на крај 15 cm дугачке брончане ручке, а друга ручка је изгубљена.
Најранији докази, било гдје у свету, за радилицу и шипку за спајање у машини појављују се у касној римској пилани Хиераполис из 3. вијека нове ере и двије римске пилане камена у Гераси, римској Сирији и Ефесу, Малој Азији (обе из 6. вијека нове ере). На постољу млина у Хиераполису приказан је водени точак храњен млинским јазом који преноси снагу кроз зупчаник на двије оквирне тестере, које су резале правоугаоне блокове помоћу неких шипки и, преко механичких потреба, радилице. Пратећи натпис је на грчком .

Остале двије археолошки атестиране пилане радилице и клипних механизама радиле су без зупчаника . У древној литератури налазимо референцу на рад мраморних тестера са водом на води близу Трира, сада Њемачке, пјесника Аусонија са краја 4. вијека; отприлике у исто вријеме, чини се да ове врсте млина наводи и хришћански светац Гргорије Ниски из Анатолије, показујући разнолику употребу водне енергије у многим дијеловима Римског царства . Три проналаска потискују датум проналаска ручице и полуге за повратак за цио миленијум; први пут су све битне компоненте много каснијег парног строја спојене једном технолошком културом: 
With the crank and connecting rod system, all elements for constructing a steam engine (invented in 1712) — Hero's aeolipile (generating steam power), the cylinder and piston (in metal force pumps), non-return valves (in water pumps), gearing (in water mills and clocks) — were known in Roman times.

#### Средњи век
Италијански љекар Гуидо да Вигевано (око 1280-1349), планирајући нови крсташки рат, направио је илустрације за веслачки чамац и ратне кочије које су покретале ручно окренуте сложене ручице и точкови зупчаника (средина слике). Лутрелов псалтер, који датира око 1340. године, описује брусилицу ротирану са двије радилице, по једну на сваком крају своје осовине; зупчасти ручни млин, оперисан једним или два крака, појавио се касније у 15. веку;

#### Ренесанса
Први прикази сложене ручице у столарској ручној бушилици појављују се између 1420. и 1430. у различитим сјеверноевропским умјетничким дјелима. Брзо усвајање сложене дршке може се пратити у дјелима Анонимуса Хуситских ратова, непознатог њемачког инжењера који пише о стању војне технологије свог дана: прво, повезујућа шипка, причвршћена на дршке, поново се појавила, друго, двоструке сложене ручице такође су почеле да се опремају клипњачама и треће, замашњак је коришћен за те ручице да би их прешао преко "мртве тачке".
У ренесансној Италији, најранији докази о сложеној ручици и шипкама налазе се у књигама скица Тацола, али уређај је и даље механички погрешно схваћен. Звук укљученог покрета ручице показује мало касније Писанелло који је насликао клип-пумпу покретану воденим точком, а управљао је са два једноставна радилица и два клипњача.
Један од цртежа Анонимуса Хуситских ратова приказује брод са паром точкова на сваком крају који су окретали мушкарци који управљају ручицама (види горе). Концепт је знатно побољшао Италијан Роберто Валтурио 1463. године, који је осмислио брод са пет сетова, гдје су паралелне радилице спојене у један извор напајања помоћу једне шипке, идеју коју је преузео и његов сународник. Франческо ди Гиоргио .
Радилицу су описали и Конрад Киесер (умро 1405), Леонардо да Винци (1452–1519) и холандски „фармер“, по имену Корнелис Корнелисзон ван Уитгест 1592. године. Његова пилана на ветар користила је радилицу за претварање кружног покрета вјетрењаче у кретање назад и напријед којим се напаја моторна пила. Корнелисзон је добио патент за своју радилицу 1597. године.
Од 16. вијека па надаље, докази о ручицама и клипњачама интегрисаним у конструкцију машина постају обилни у технолошким обрадама периода: Разне и умјетне машине Агостина Рамеллија из 1588. године приказује осамнаест примјера, број који се повећава у Театрум Машинарум Новум Георга Андреаса Боклера на 45 различитих машина, што је једна трећина укупно.

### Блиски и Далеки исток
Ал-Јазари (1136 – 1206) описао је систем ручица и повешујућих шипки у ротирајућој машини у двије своје машине за подизање воде. Његова двоцилиндрична пумпа имала је радилицу, али уређај је био непотребно сложен што указује на то да још увијек није у потпуности разумио концепт претварања снаге. У Кини се чини да потенцијал ручице за претварање кружног кретања у реципрочни никада није у потпуности остварен, а дршка је обично била присутна на таквим машинама све до прелаза 20. века.

## Дизајн
Радилица је подржана од стране блока мотора, при чему главни лежајеви мотора омогућавају окретање радилице унутар блока. Кретање према горе сваког клипа преноси се на радилицу преко клипњача. Замајац је често причвршћен на један крај радилице, како би се сачувала ротациона енергија и одржавала уједначена брзина ротације, јер радилица прима енергију из шипки као низ импулса. То помаже у изглађивању испоруке снаге и често у комбинацији с хармоничним амортизером - причвршћеним на други крај радилице - смањује торзијске вибрације.
Радилица је изложена великим напонима, у неким случајевима и више од 8,6 tonnes (19.000 pounds) по цилиндру. Радилице за једноцилиндричне моторе обично су једноставнијег дизајна него за моторе са више цилиндара.
Радилице могу бити једнодјелне отковке или прешане заједно са одвојеним појединачним ручицама, осовинама, које се понекад називају „уграђеном радилицом“. У већини аутомобилских примјена ( четворотактни мотори ) користи се једнодјелно ковање заједно са обичним лежајевима који се ослањају на стално снабдијевање моторним уљем под притиском. Ово уље под притиском попуњава зазор између лежајева и жљебова радилице и ствара танки хидродинамички слој уља који „лебди“ металне површине раздвојено како не би дошло до контакта метала са металом како се дијелови окрећу. Овај уљни филм има врло мало трења и све док се одржава притисак уља може лако да поднесе силе које настају убрзањем клипа, успоравањем, преокретом и замахом великих крајева.
Двотактни мотори користе запечаћене радилице као дио увођења свјежег горива / ваздуха у цилиндар. Ово искључује употребу обичних главних и лежајева радилице под притиском уља. Умјесто тога, користе се куглични и игличасти лежајеви котрљајућег ваљка, а осовина радилице је састављена од више комада који су спојени заједно помоћу једноделних обруча, умјесто дводијелног дизајна ротора свеприсутног у обичном лежају са 4-тактним мотором. Подмазивање двотактне радилице је путем уља помијешаног са горивом, било у резервоару за гориво (мјешавина) или преко посебног система за подмазивање који доводи уље у радилицу и мијеша се са горивом у зависности од броја обртаја и оптерећења. Иако се углавном користе у двотактним моторима (све од моторних тестера до великих вишецилиндричних ванбродских мотора), неки старији четворотактни мотори (углавном мотоцикли) користе уграђене роло радилице.

### Лежајеви
Радилица се може окретати у блоку мотора због главних лежајева. Пошто је радилица изложена великим бочним силама сваког цилиндра, лежајеви су смјештени у различитим тачкама дуж радилице, а не само један на сваком крају. То је био фактор код В8 мотора који су замијенили правих осам мотора током 1950-их. Дуге радилице ове последње патиле су од неприхватљиве количине напрезања када су дизајнери мотора почели да користе веће омјере компресије и веће брзине мотора (РПМ). Из тог разлога мотори високих перформанси често имају више главних лежајева од рођака слабијег учинка.

### Попречни ниво vs равни ниво
Већина В8 мотора користи погонске механизме на размаку од 90°, што се назива "попречни ниво" конфигурацијом (као што су Форд Модулар мотор и Генерал Моторс ЛС мотор ). Неколико високих перформанси В8 мотора (као што је Ферари 355 ) умјесто тога користи радилицу „равног нивоа“ са бацањима на размаку од 180°, што у основи резултира двама четвороцилиндричним моторима који раде у заједничком кућишту.
Равни ниво мотори су обично у могућности да обрћу више, али имају више вибрација. Ротацијске осовине равних равнина коришћене су на неколико раних В8 мотора.

### Баланс мотора
За неке моторе потребно је обезбједити протутежу за повратну масу сваког клипа и клипњаче за побољшање равнотеже мотора. Обично су ливени као дио радилице, али повремено су и причвршћени.
Компанија Худсон Мотор Кар је 1916. године започела производњу првих мотора који користе балансиране радилице, што је омогућило покретање мотора са већим брзинама обртаја (РПМ) од савремених мотора.

### Летеће кракови
У неким моторима, радилица садржи директне везе између сусједних спајалица полуга, без уобичајеног средњег главног лежаја. Ове везе се називају летећим краковима . ( стр. 16, 41 ) Овакав распоред се понекад користи у В6 и В8 моторима, јер омогућава да се мотор конструише под различитим В угловима него што би иначе било потребно да се створи равномјерни интервал паљења, а притом се користи и мање главних лежајева него што би се обично требало код једног клипа по радилици. Овакав распоред смањује масу и дужину мотора на рачун смањене крутости радилице.

### Ход клипа
Удаљеност коју осовина радилице избацује од осе радилице одређује дужину хода мотора.
Уобичајени начин повећања обртног момента са малим обртајем обртаја мотора је повећање такта, понекад познато и као „ударање“ мотора. Традиционално, замјена за дуготрајни мотор била је смањена снага и повећана вибрација при високим обртајима.

### Противутези
Неке радилице високих перформанси такође користе противутеге од тешких метала да би радилицу постале компактније. Тешки метал који се најчешће користи је легура волфрама, али се користи и осиромашени уранијум . Јефтинија опција је употреба олова, али у поређењу са волфрамом његова густина је знатно нижа.

### Радилице са обрнутим ротирањем
Уобичајена конструкција за клипне моторе је она у којој је свака клипњача причвршћена на једну радилицу, при чему угао клипњаче варира док се клип креће кроз свој ход. Ова варијанта угла резултира бочним силама на клиповима, гурајући клипове на зид цилиндра. Ова бочна сила изазива додатно трење између клипа и стијенке цилиндра и може проузроковати додатно трошење стијенке цилиндра.
Да би се избјегле ове бочне силе, сваки клип може бити повезан са двије радилице које се окрећу у супротним смјеровима, што укида бочне силе. Овај распоред такође смањује потребу за протутегама, смањујући масу радилице. Рани пример распореда радилице са окретним вратилом су мотори са равним двоструким моторима компаније Ленхестер 1900-1904.

## Конструкција

### Ковање, ливење и обрада
Најчешћи начини конструкције радилице су ковање (обично путем ковања ваљком) или ливење. Већина радилица је израђена у једном комаду, али неки мањи и већи мотори користе радилице састављене из више комада.
Недавно, ковање је постало најчешћи начин конструкције радилица, због њихове лакше масе, компактнијих димензија и боље инхерентно пригушење. Код кованих радилица углавном се користе ванадијум микролегирани челици јер се ови челици могу хладити ваздухом након постизања високих чврстоћа без додатне термичке обраде (осим површинског очвршћивања лежајних шипки). Низак садржај легура такође чини материјал јефтинијим од високо легираних челика.
Ливење (коришћење ливеног гвожђа) се данас углавном користи за радилице у јефтинијим моторима слабијег учинка.
Радилице могу да се машински обрађују из једне гредице челика. Ове радилице су обично скупе због велике количине материјала који се мора уклонити токарилицама и глодалицама, високих трошкова материјала и додатне термичке обраде. Како нису потребни скупи алати, овај начин производње се углавном користи за моторе мале запремине. У машински обрађеним радилицама, проток влакана (локалне нехомогености материјала узроковане поступком ливења) не прати облик радилице, али то је ријетко проблем јер машински обрађене радилице често користе челик вишег квалитета од кованих радилица.

### Умор
Да би се побољшала снага умора, на крајевима сваког главног и лежаја радилице често се котрља радијус. Сам радијус смањује напрезање у овим критичним подручјима, али пошто се радијус у већини случајева котрља, то такође оставља одређено притисно заостало напрезање на површини, што спречава формирање пукотина.
Микрофиниширање је поступак брушења да би се постигао гладак финиш на површини металног предмета, који се такође користи за спречавање пукотина насталих услед стреса замора.

### Носеће површине
Већина радилица за масовну производњу користи индукцијско каљење за носеће површине. Неке радилице високих перформанси, посебно радилице, користе нитризацију . За радилице које дјелују на ваљкасте лежајеве, употреба карбуризације има предност због високих контактних напрезања у таквим ситуацијама.